# Vy 2-3
Vy 2-3 ist ein planetarischer Nebel im Sternbild Andromeda, dessen Entdeckung durch Alexander N. Vyssotsky 1945 publiziert wurde.